# Coleophora albovanescens
Coleophora albovanescens é uma espécie de mariposa do gênero Coleophora pertencente à família Coleophoridae.